# エットーレ・グラチス
エットーレ・グラチス（Ettore Gracis、1915年9月24日 - 1992年4月12日）は、イタリアの指揮者、作曲家。

## 生涯
1915年、ラ・スペツィアに生まれる。パルマ音楽院でヴァイオリンを学んだ後、ヴェネツィア音楽院でピアノと作曲を学ぶ。更にキジアーナ音楽院で作曲をジャン・フランチェスコ・マリピエロ、指揮法をアントニオ・グァルニエリに師事し、1942年からベネデット・マルチェロ器楽アンサンブルの指揮者として活動を始め、1948年まで務めた。1948年から1950年まではフィレンツェ五月音楽祭の首席指揮者、1950年から1959年までミラノのポメリッジ・ムジカーリの指揮者、1959年よりヴェネツィアのフェニーチェ劇場の音楽監督を歴任し、かつての母校であるヴェネツィア音楽院でも教鞭をとった。また、ロンドン・フィルハーモニー管弦楽団、パリ管弦楽団、イスラエル・フィルハーモニー管弦楽団など各地のオーケストラに客演している。
レパートリーは広く、バロック、古典派の作品の紹介に努めると共に、現代音楽にも関心を寄せ多くの作品を初演している。1992年にトレヴィーゾで没する。
遺された商業録音のうちでは、アルトゥーロ・ベネデッティ・ミケランジェリと協演した協奏曲（ラヴェル、ラフマニノフ第4番）、ペルゴレージの「スターバト・マーテル」、ガエターノ・ドニゼッティのオペラ《ドン・パスクワーレ》などが有名である。